# ريتشارد ماكغريغور
ريتشارد ماكغريغور (بالإنجليزية: Richard McGregor)‏ هو مؤلف وصحفي وكاتب أسترالي، ولد في 1958 في سيدني في أستراليا.